# イヴァン・フィッシャー
イヴァン・フィッシャー（Iván Fischer, 1951年1月20日 - ）は、ブダペスト生まれのハンガリーの指揮者。兄のアダム・フィッシャーも指揮者として活動している。 
ハンガリー名はフィッシェル・イヴァーン（Fischer Iván）というが、ドイツ語風に姓名を転倒した名前で広く知られている。

## 人物・来歴
ウィーン音楽院でハンス・スワロフスキーに師事し、ウィーン交響楽団などへの客演で正統な音楽を作っている。ユダヤ系ハンガリー人で、父シャーンドル、兄アダム、従兄弟ジェルジも指揮者という音楽家の家族である。
ブダペスト祝祭管弦楽団を1983年に創設し、現在に至るまで音楽監督を務めている。
その他、2008年から2010年までワシントン・ナショナル交響楽団の首席指揮者、2012年より2018年までベルリン・コンツェルトハウス管弦楽団の首席指揮者を務めた。また、2021年よりロイヤル・コンセルトヘボウ管弦楽団の名誉客演指揮者（honorair gastdirigent）。
客演指揮者としても一流のオーケストラと共演を重ね続けており、ベルリン・フィルハーモニー管弦楽団、ロイヤル・コンセルトヘボウ管弦楽団、バイエルン放送交響楽団などに定期的に招待されている。
これまでにフランス芸術文化勲章シュヴァリエを叙勲、2006年にはハンガリーで最も名誉あるコシュート賞を受賞した。同氏はブダペストの名誉市民でありハンガリー文化大使でもある。
また、ロンドンのロイヤル・アカデミー・オブ・ミュージックの名誉会員。